# Saint-Sauveur-sur-Tinée
Saint-Sauveur-sur-Tinée é uma comuna francesa na região administrativa da Provença-Alpes-Costa Azul, no departamento Alpes Marítimos. Estende-se por uma área de 32,28 km², com  (Blavets) 337 habitantes, segundo os censos de 1999, com uma densidade de 10 hab/km².